# Premios Bambi
El Premio Bambi es anual de televisión y medios audiovisuales otorgado por la compañía alemana Hubert Burda Media. Se creó en el año 1948 y el primer premiado fue Marika Rökk. Se comenta que al llevar el premio a casa, la hija de Marika Rökk llamó al Premio "Bambi", aparentemente inspirada por el libro de Felix Salten titulado Bambi, una vida en el bosque. Originalmente el Premio era un ciervo de porcelana. 
Desde el año 1958, el ciervo se hizo dorado por la fábrica de fundidos de arte de Ernst Strassacker en Süßen (Alemania).
Los que más veces han conseguido el Premio son Heinz Rühmann (12 veces), Peter Alexander y O. W. Fischer (10), Sophia Loren y Maria Schell (8), Til Schweiger (4) y Céline Dion (3).

## Todos los premiados
Ordenado según sus apellidos.
| - Elke Aberle (1965) - Bryan Adams (1998) - Isabelle Adjani (1978) - Marioerth (2004) - Rolf Aldag (1997) - Peter Alexander (1970, 1971, 1972, 1973, 1974, 1977, 1978, 1987, 1990, 1996) - Muhammad Ali (2003) - Franziska van Almsick (1992, 2002) - Dr. Franz Alt (1978) - Anastacia (2002) - Ariana Grande (2014) - Dua Lipa (2018) | - Karin Baal (1961) - Baccara (1978) - Patrick Bach (1982, 1994) - Gil Bachrach (1992) - Hugo Egon Balder (1994) - Klaus Balkenhol (1992) - Michael Ballack (2005) - Eliska Balzerova (1982) - Brigitte Bardot (1967) - Lex Barker (1966, 1967) - Uwe Barschel (1986) - Cecilia Bartoli (2002) - Gabi Bauer (1998) - Wolfgang Baumeister (1999) - Pina Bausch (1998) - Gustl Bayrhammer (1990) - Peter Beauvais (1968) - Franz Beckenbauer (1986, 1990, 1995, 2000) - Andreas Becker (1992) - Boris Becker (1985) - Bee Gees (1997) - Ludger Beerbaum (1992) - Shari Belafonte (1985) - Helmuth Bendt (1976) - Fita Benkhoff (1967) - Iris Berben (1990, 2002) - Senta Berger (1968, 1990, 1999) - Dagmar Berghoff (1980, 1990) - Ingmar Bergman (1977) - Ingrid Bergman (1951,1952,1953,1954) - Leonard Bernstein (1986) - Halle Berry (2002) - Justin Bieber (2011) - Alfred Biolek (1994) - Willy Birgel (1960) - Hans Christian Blech (1979) - Dan Blocker (1969) - Kay Bluhm (1992) - Andrea Bocelli (1997) - Karlheinz Böhm (1984, 1990) - Udo Bölts (1997) - Willy Bogner (1985) - Dieter Bohlen (2003) - Radost Bokel (1986) - Peter Bond (1991) - Wigald Boning (1994, 1995) - Kathrin Boron (1992) - Elmar Borrmann (1992) - Dieter Borsche (1951, 1952) - Klaus Maria Brandauer (1983, 2003) - Rolf ´Bobby` Brederlow (1999) - Heinrich Breloer (1997) - Pierre Brice (1964,1967,1968,1987,1990) - Bro'Sis (2002) - Daniel Brühl (2003) - Ignatz Bubis (1994) - Detlev Buck (1996) - Horst Buchholz (1956, 1957) - Vicco von Bülow (1988, 1993) - Maik Bullmann (1992) - Sandra Bullock (2000) - Chris de Burgh (1989) - Richard Burton (1968) - Istvan Bury (1992) - Jochen Busse (1998) - Orlando Bloom (2010) - Justin Bieber (2011) | - Montserrat Caballé (1998) - Miley Cyrus (2013) - Mariah Carey (2005) - Rudi Carrell (1975, 1979, 1980, 1998) - José Carreras (1993) - Laetitia Casta (1999) - Yvonne Catterfeld (2003) - Cher (2000) - Ilona Christen (1990) - Sabine Christiansen (1990, 2001) - Christo and Jeanne-Claude (1995) - Bill Clinton (2005) - Cirque du Soleil (1997) - Paulo Coelho (2001) - Sean Connery (1985) - William Conrad (1975) - David Copperfield (1993) - Jacques-Yves Cousteau (1970, 1992) - Michael Cretu (1994) - Linda Cristal (1970) - Tom Cruise (2007) - Tony Curtis (1958, 1973) - Sybille Czichon (1998) |
| - Lil Dagover (1964) - Dido (2003) - Dua Lipa (2018) - Sailor Dirk Dankert (1997) - Henry Darrow (1970) - Alain Delon (1987) - Catherine Deneuve (1976, 2001) - "Der 7. Sinn"-Redaktion, ARD (1972) - Der Untergang (2004) - Maruschka Detmers (1985) - German national football team (1996) - German female football team (2003) - Barbara Dickmann (1981) - Helmut Dietl (1987, 1992) - Céline Dion (1996, 1999) - "Direkt" - Youth magazine editors ZDF (1979) - Hoimar von Ditfurth (1972) - Bernd Dittert (1992) - Olli Dittrich (1994, 1995) - Zoran Đinđić (2000) - Doris Dörrie (1986) - Plácido Domingo (1985) - Michael Douglas (1976) - Heike Drechsler (1998) - Dschinghis Khan (1980) - Patrick Duffy (1987) | - Echt (2000) - Father Dr. Bernhard Ehlen (1998) - Bernd Eichinger (1984, 1986) - Hannelore Elsner (2002) - Frank Elstner (1981) - Gunther Emmerlich (1990) - Erika Engelbrecht of "Mosaik" (1974) - Anke Engelke (1999) - Leif Erickson (1970) - Prof. August Everding (1988) | - Falco (1986) - Peter Falk (1976, 1993) - Harold Faltermeier (1987) - Verona Feldbusch (2001) - Robert Felisiak (1992) - Paola and Kurt Felix (1990, 2003) - Hansjörg Felmy (1958, 1959, 1977) - Veronica Ferres (1992) - Herbert Feuerstein (1994) - Jens Fiedler (1992) - Eva Finger (1999) - Carsten Fischer (1992) - Helmut Fischer (1987, 1990) - O. W. Fischer (1953, 1954, 1955, 1958, 1992 1959,1960,1961,1987,1990) - Christoph Fisser (1992) - Elisabeth Flickenschildt (1967) - Jürgen Fliege (1996) - Errol Flynn (1951) - Ulrike Folkerts (2002) - Fool's Garden (1996) - Harrison Ford (1997) - Rudolf Forster (1963) - Prof. Justus Frantz (1986) - Heinz-Harald Frentzen (1999) - Amelie Fried (1998) - Volker Fried (1992) - Loni von Friedl (1962) - Hanns Joachim Friedrichs (1991) - Thornas Fritsch (1963) - Willy Fritsch (1965) - Gert Fröbe (1967, 1968) - Lance Coporal Marco Frost (1997) - Joachim Fuchsberger (1970, 1982) - Guido Fulst (1992) - Football-winners of México (1986) |
| - Dr. Robert Gale (1986) - Bruno Ganz (2004) - James Garner (1977) - Jean-Paul Gaultier (1999) - Hans-Dietrich Genscher (1977) - Götz George (1962, 1984, 1992) - Heino Gerch (2003) - Peter Gerlach (1981) - Petra Gerster (1999) - Rudolph Giuliani (2001) - Uschi Glas (1969,1990) - Reinhard Glemnitz (1970,1971,1972) - Michael Glöckner (1992) - Jean-Luc Godard (1968) - Thomas Gottschalk (1983, 1984, 1987, 2001) - Steffi Graf (1986, 1987) - Stewart Granger (1949,1950) - Linda Gray (1982) - Macy Gray (2001) - Lorne Greene (1969) - Helmut Griem (1961, 1976) - Johannes Gross (1983) - Manfred Grunert (1986) - Prof. Bernhard Grzimek (1973) - Dieter Gütt (1969) - "Gute Zeiten - Schlechte Zeiten" (1999) - Torsten René Gutsche (1992) - Ariana Grande (2014) | - Chris Häberlein (1992) - Gitte Haenning (1984) - Larry Hagman (1983) - Dr. Carl Hahn (1991) - Herbert Hainer (2003) - Andreas Hajek (1992) - Alex Haley (1979) - Dieter Hallervorden (1981) - Peter Handke (1978) - Tom Hanks (2004) - Wolf C. Hartwig (1977) - Lilian Harvey (1967) - Dagmar Hase (1992) - David Hasselhoff (1990) - Bodo Hauser von "Frontal" (1995) - Leander Haußmann (1996) - Goldie Hawn (1999) - Johannes Heesters (1967, 1987, 1990, 1997, 2003) - Elke Heidenreich (2003) - Dr. Dr. Gustav W. Heinernann (1970) - Heino (1990) - Dr. Christian Heinz (1994) - André Heller (1986) - Maria and Margot Hellwig (1990) - Barbara Hendricks (1992) - Heike Henkel (1991, 1992) - Christian Henn (1997) - Audrey Hepburn (1991) - Jens Heppner (1997) - Christiane Herzog (1998) - Charlton Heston (1964) - Stefan Heym (1982, 1975, 1990) - Timo Hildebrand (2003) - Michael Hilgers (1992) - Terence Hill (1975) - Werner Hinz (1968) - Heinz Hoenig (1998) - Christiane Hörbiger (1992) - Jan Hoet (1992) - Klaus Hoffmann (1977) - Reinhard Hoffmeister (1971) - Peter Hofmann (1983, 1990) - Monika Hohlmeier (1988) - Johan Joergen Holst (1993) - Dietmar Hopp (1995) - Marianne Hoppe (1965) - Guildo Horn (1998) - Brigitte Horney (1965) - Whitney Houston (1999) - Prof. Dr. Jochern Hoyer (1996) - Rock Hudson (1958,1960,1961,1962, 1963) - Heinz Werner Hübner (1973) - Dr. Ewald Hüls (1998) | - Maybrit Illner (2002) |
| - Anja Jaenicke (1984) - Michael Jackson (2002) - Katerina Jacob (1978) - Ulla Jacobsson (1956) - Michael Jakosits (1992) - Günther Jauch (1990, 2001) - Boris Jelzin (1991) - Siegfried Jerusalem (1996) - Elton John (2004) - Tom Jones (2000) - Stefan Jürgens (1994) - Udo Jürgens (1994, 1999) - Harald Juhnke (1970, 1990, 1992) - Samuel L Jackson (2006) | - Patricia Kaas (1991) - Heidi Kabel (1989, 1990, 2004) - Oliver Kahn (2001, 2006) - Leonard Katzman (1987) - Oliver Kegel (1992) - Sibel Kekilli (2004) - Marthe Keller (1977) - Kelly Family (1995) - Walter Kempowski (1980) - Nigel Kennedy (1991) - Hape Kerkeling (1991) - Captain Hans-Werner Kern (1997) - Johannes B. Kerner (2004) - Ulrich Kienzle of "Frontal" (1995) - Ben Kingsley (1994) - Nastassja Kinski (1978) - Peter Kloeppel (1997) - Alexandra Kluge (1967) - Dr. Alexander Kluge (1967) - Heidi Klum (2003) - Michael Knauth (1992) - Hildegard Knef (2001) - Jörg Knör (1998) - Gustav Knuth (1967, 1968, 1980) - Alexander Koch (1992) - Kerstin Köppen (1992) - Gaby Köster (1998) - Hannelore Kohl (1985) - Teddy Kollek (1989) - Klaus Wilhelm Kassmann (1971) - Victor de Kowa (1964) - Katrin Krabbe (1990) - Hilde Krahl (1965) - Peter Kraus (1990) - Lisa Kreuzer (1978) - Joachim Król (1994) - Dr. Hans-Dieter Kronzucker (1979, 1984, 1990) - Mike Krüger (1984, 1990, 1998) - Manfred Krug (1984, 1990) - Diane Kruger (2004) - Ruth Maria Kubitschek (1987) - Hans-Joachim Kulenkampff (1969) - Dr. Dietmar Kuhnt (RWE) (2002) - Anita Kupsch (1990) - Oliver Kurtz (1992) | - Karl Lagerfeld (1989) - Michael Landon (1969) - Bernhard Langer (1987) - Heiner Lauterbach (1997) - Harald Leipnitz (1968) - Robert Lembke (1985) - Ute Lemper (1987) - Ruth Leuwerik (1953, 1959, 1960, 1961,1962) - Wolfgang Ley (2000) - Jan Josef Liefers (2003) - Lindenstraße (1989) - Astrid Lindgren (1981) - Patrick Lindner (1991) - Jürgen von der Lippe (1996) - Margaret Lockwood (1949) - Gina Lollobrigida (1957, 1958, 1959, 1960, 1987, 1990) - Jennifer Lopez (2000) - Sophia Loren (1961, 1962, 1963, 1964, 1965, 1967, 1968, 1969) - Giovanni di Lorenzo (1992) - Lucilectric (1994) - Florian Lukas (2003) - Martin Lüttge (1975) - Michael Lumley, BBC (1982) - Lady Gaga, (2011) |
| - Shakira Mebarack (2009, 2010) - Dr. h.c. Lorin Maazel (1983) - Vanessa Mae (1995) - Peter Maffay (1980, 2003) - Michael Maien (1965) - Heike Makatsch (1996, 2003) - Karl Malden (1979) - Dr. Nelson Mandela (2004) - Jean Marais (1948, 1955, 1956, 1957) - Jane March (1992) - Marianne und Michael (1990) - Helmut Markwort (1989) - Pamela Sue Martin (1984) - Henry Maske (1995) - Prof. Kurt Masur (1990) - Mireille Mathieu (1972, 1973, 1987) - Torsten May (1992) - Sabine von Maydell (1975) - Christian Mayerhöfer (1992) - Joseph Mazzello (1993) - MDR (2002) - Sven Meinhardt (1992) - Hans Meiser (1993) - Frederic Meissner (1991) - Wolfgang Menge (1974) - Reinhold Messner (2000) - Michael Metz (1992) - Christian Meyer (1992) - Hubert von Meyerinck (1967) - Ulrike Meyfarth (1984) - Inge Meysel (1968, 1970, 1971, 1972, 1973, 1990) - Heiner Michel (1975) - Julia Migenes (1970) - Willy Millowitsch (1990, 1992) - Bernhard Minetti (1993) - Kylie Minogue (2001) - Brigitte Mira (1992) - Cameron Mitchel (1970) - Rosi Mittermaier (1977, 1990) - Modern Talking (1998) - Liz Mohn (1996) - Karl Moik (1990) - John de Mol (2000) - Linda de Mol (1992) - Ursela Monn (1979) - Yves Montand (1976) - Roger Moore (1973, 1990) - Bruno Moravetz (1980) - Giorgio Moroder (1984, 1988) - Dr. Motte (1999) - Ulrich Mühe (1992) - Kerstin Müller (1992) - Marius Müller-Westernhagen (1992) - the city of Múnich (1992) - Gerd K. Müntefering (1973) - Kristina Mundt (1992) - Ornella Muti (1981) - Anne-Sophie Mutter (1987) | - N'Sync (1997) - Werner Nekes (1968) - No Angels (2001) - Mirco Nontschew (1994) - Friedrich Nowottny (1976) | - Dr. Emil Obermann (1978) - Uwe Ochsenknecht (1992) - Erik Ode (1970,1971,1972,1975) - Thomas Ohrner (1980) - Catherine Oxenberg (1986) - Mesut Özil (2010) - One Direction (2012) |
| - Ulrich Papke (1992) - Paulo Coelho (2001) - Doris Papperitz (1990) - Maria Paudler (1968) - Gregory Peck (1953) - Wolfgang Penk (1984) - Uwe Peschel (1992) - Birgit Peter (1992) - Wolfgang Petersen (1984, 1995, 1997) - Kai Pflaume (2003) - Rosamunde Pilcher (1997) - Claudio Pizarro (2018) - Michele Placido (1989) - Christina Plate (1988) - Ulrich Pleitgen (1994) - Teddy Podgorski (1980) - Kalle Pohl (1998) - Ramona Portwich (1992) - Sabine Postel (1994) - Franka Potente (1998) - Tyrone Power (1952) - Rudolf Prack (1949,1950) - Jürgen Prochnow (1988) - Uwe Proske (1992) - Liselotte Pulver (1963, 1964, 1965, 1967, 1968, 1990) - Pur (1996) | - Will Quadflieg (1995) - Freddy Quinn (1959,1960) | - Wolfgang Rademann (1982, 1985, 1990) - Friedrich Wilhelm Räuker (1984) - Eros Ramazzotti (1997) - Klaus Rathert (1998) - Carolin Reiber (1987, 1990) - Marcel Reich-Ranicki (1989) - Herbert Reinecker (1969) - Ulrich Reinthaller (1995) - Christopher Reitz (1992) - Silke Renk (1992) - Brian Rennie (2000) - "Report"-editors Baden-Baden (1983) - Wladimir Resnitschenko (1992) - Rettungshundestaffel Augsburg e. v (dog saving group): (1999) - Michael Rich (1992) - Ariana Richards (1993) - Dr. Rudolf Rieder (1997) - Katja Riemann (1994) - Helmut Ringelman (1975) - Riverdance (1998) - Pernell Roberts (1969) - Armin Rohde (2003) - Marika Rökk (1948, 1968, 1987, 1990, 1998) - Joachim Roering (1968) - Annie Rosar (1961) - Hans Rosenthal (1973) - Petra Roßner (1992) - Anneliese Rothenberger (1971,1974) - Ruder-Achter (1988) - Heinz Rühmann (1962,1963,1964,1965,1967,1968,1969,1971,1972,1973,1978, 1984) - Gerd Ruge (1970,1971) - Tina Ruland (1994) - Karl-Heinz Rummenigge (1981) - Jennifer Rush (1988) - Meg Ryan (2008) - Anwar Sadat (1978) - 7 Tage - 7 Köpfe ("7 Days - 7 Heads") (1998) |
| - Shakira (2009, 2010) - São Paulo Futebol Clube (1992, 1993, 2005) - Britney Spears (2008) - Stefan Saliger (1992) - Jil Sander (1997) - Sasha (1999) - Katrin Sass (2003) - Telly Savalas (1975) - Marianne Sägebrecht (1989) - Dr. Wolfgang Schäuble (1991) - Dr. Antje Schaeffer-Kühnemann (1982) - Michael Schanze (1973, 1980, 1990) - Max Schautzer (1990) - Dr. Mildred Scheel (1976) - Karla Schefter (2001) - María Schell (1951, 1952, 1953, 1954, 1955, 1956, 1957, 1987) - María Schell und Maximilian Schell (2002) - Heinz Schenk (1990) - Prof. Grete Schickedanz (1992) - Claudia Schiffer (1991) - Max Schmeling (1990, 1999) - Birgit Schmidt (1992) - Harald Schmidt (1993, 1997) - Sybille Schmidt (1992) - Arno Schmitt (1992) - Anna Christine Schmitz (1994) - Eberhard Schoener (1992) - Peter Scholl-Latour (1974, 1980, 1990) - Günther Schramm (1970, 1971, 1972, 1975) - Margarethe Schreinemakers (1992) - Jürgen Schrempp (2004) - Der Schuh des Manitu (2001) - Michael Schumacher (1993) - Ralf Schumann (1992) - Tanja Schumann (1994) - Arnold Schwarzenegger (1996) - Til Schweiger (1994, 1995, 2005, 2008) - Esther Schweins (1994) - Hanna Schygulla (1981, 1984) - Seal (2004) - Uwe Seeler (1971) - Rolf Seelmann-Eggebert (1992) - Silvia Seidel (1988) - Rudolf Seiters (1990) - Manfred Sellge (1975) - Omar Sharif (1969) - Ralph Siegel (1980) - Siegfried und Roy (1991) - Heinz Sielmann (1983, 1990) - Jean Simmons (1950) - Heide Simonis (1993) - Sabine Sinjen (1958, 1959) - Hella von Sinnen (1990) - Giuliana de Sio (1987) - Erich Sixt (1998) - Mark Slade (1970) - Hans Söhnker (1965) - Elke Sommer (1967, 1968) - Ursula Späth (1987) - Jutta Speidel (1978) - Ingo Spelly (1992) - Bud Spencer (1975) - Spice Girls (1997) - Spider Murphy Gang (1983) - Ingrid Steeger (1990) - Michael Steinbach (1992) - Stefan Steinweg (1992) - Bernd Stelter (1998) - Amii Stewart (1980) - Dr. Edmund Stoiber (1993) - Prof. Dieter Stolte (1983) - Günter Strack (1988, 1990) - Jean-Marie Straub (1968) - Gabriele Strehle (2002) - Robert Stromberger (1981) - Prof. Dr. Rita Süssmuth (1988) | - "Tagesschau"-Redaktion (1971) - Horst Tappert (1979, 1990, 1998) - Elizabeth Taylor (1968) - Team of the German canoeing association (2004) - Sabriye Tenberken (2000) - Jan-Peter Tewes (1992) - Andreas Tews (1992) - Monica Theodorescu (1992) - Charlize Theron (2000) - Wim Thoelke (1970) - Dr. Helmut Thoma (1990) - Friedrich von Thun (1999) - Shania Twain (2004) - Tom Toelle (1971) - Vico Torriani (1990, 1995) - Georg Totschnig (1997) - Cordula Trantow (1963) - (T)Raumschiff Surprise (2004) - Georg Stephan Troller (1990) - Staff Sergeant Inga Tüxen (1997) - Dietlinde Turban (1983) | - Nadja Uhl (2003) - Susanne Uhlen (1976) - Liv Ullmann (1976) - Jan Ullrich (1997, 2003) - Luise Ullrich(1963) - Nicole Uphoff (1992) - Peter Ustinov (1994) |
| - Caterina Valente (1990, 1995) - Harry Valérien (1972, 1979, 1990) - Diego della Valle (2001) - Marie Versini (1967) - Dr. Bernhard Vogel (1984) - Stephan Volkert (1992) - Rudi Völler (2002) - Donatella Versace (2004) | - Otto Waalkes (1976, 1982, 1985, 1990) - Prof. Dr. Dr. Heinrich Wänke (1997) - Andrzej Wajda (1973) - Luggi Waldleitner (1979) - Fritz Walter (1990) - Andreas Walzer (1992) - Markus Wasmeier (1994) - Tim Wassmann (1999) - Andrew Lloyd Webber (1987) - Jürgen Weber (1994, 2003) - Peter Weck (1984, 1990) - Dr. Dieter Wedel (2002) - Thorsten Weidner (1992) - Ingo Weißenborn (1992) - Wim Wenders (1977) - Horst Wendlandt (1987) - Elmar Wepper (1990) - Fritz Wepper (1970, 1971, 1972, 1975,1990) - "Wer wird Millionär?"-Special ("Who Wants to Be a Millionaire?") (2004) - Helmut Werner (1996) - Isabell Werth (1992) - Paula Wessely (1963) - Vivienne Westwood (1996) - Jack White (1985) - Bernhard Wicki (1962) - Thekla Carola Wied (1984, 1990) - Mathias Wieman (1965) - Kim Wilde (1993) - Andre Willms (1992) - Hans Günther Winkler (1990) - Franz Peter Wirth (1970) - Katarina Witt (1988) - Christine Wodetzky (1979) - Dr. Edmund Wolf (1976) - David Wolper (1984) - Sönke Wortmann (1994) - Klausjürgen Wussow (1985) - "Wünsch Dir was!" Team (1972) - Kate Winslet (2009) | - Erik Zabel (1997) - Helmut Zacharias (1995) - Peter von Zahn (1990) - Udo Ziehm (1999) - Sonja Ziemann (1950, 1990) - Eduard Zimmermann (1990) - Fred Zimmermann (1978) - Klaus Zumwinkel (2000) |